# Until We Have Faces
Albums de Red
Innocence & Instinct
(2009) Release The Panic
(2013)
Singles
1. Faceless
Sortie : 31 décembre 2010
2. Feed the Machine
Sortie : 16 février 2011
3. Not Alone
Sortie : 8 avril 2011
4. Lie to Me
Sortie : 7 juillet 2011

Until We Have Faces est le troisième album du groupe de Rock alternatif Red. Publié sous le label de Sony et produit par Rob Graves. Premier album où RED est réduit à 4 membres, Until We Have Faces est le plus gros succès du groupe, s'étant hissé à la 2e place du Billboard 200. Until We Have Faces a été globalement bien accueilli par les critiques qui comparent les riffs utilisés à ceux de Linkin Park sur Meteora et Hybrid Theory.
Au niveau des paroles, l'apathie est toujours au premier plan, même si des paroles assez politiques s'installent sur Feed the Machine où RED dénonce la société actuelle qu'ils comparent à une machine.

## Liste des pistes
| 1.    | Feed the Machine     | 5:10 |
| 2.    | Faceless             | 3:22 |
| 3.    | Lie to Me (Denial)   | 4:13 |
| 4.    | Let It Burn          | 4:57 |
| 5.    | Buried Beneath       | 3:46 |
| 6.    | Not Alone            | 4:08 |
| 7.    | Watch You Crawl      | 3:42 |
| 8.    | The Outside          | 3:14 |
| 9.    | Who We Are           | 3:54 |
| 10.   | Best Is Yet to Come  | 4:04 |
| 11.   | Hymn for the Missing | 5:37 |
| 46:17 |                      |      |

## Crédits
- Michael Barnes - Chant
- Anthony Armstrong - Guitare solo, chœurs
- Randy Armstrong - Basse, chœurs
- Joe Rickard - Batterie